# Проффер, Карл
Карл Рэй Про́ффер (англ. Carl Ray Proffer; 3 сентября 1938, Буффало, Нью-Йорк — 24 сентября 1984, Анн-Арбор, Мичиган) — американский славист, литературовед, переводчик, издатель, профессор Мичиганского университета.

## Биография
Родился 3 сентября 1938 года в семье, где никто до него не получал высшего образования. Сын заводского мастера. Детство провёл в промышленных городах Индианы и Мичигана.
В 1957 году, когда в Советском Союзе был запущен первый спутник и в Америке взмыл вверх политический и культурный интерес к России, Проффер, обучавшийся на втором курсе колледжа, стал профессионально изучать русский язык и литературу. Окончил Мичиганский университет и аспирантуру при нём. Его преподавателем русского языка на первом году обучения в университете был очень известный историк Византии Игорь Шевченко. В 25 лет получил докторскую степень.
Проффер научился на редкость свободно и правильно говорить по-русски. В отличие от большинства коллег он досконально изучил не одного автора и не одну эпоху, а прекрасно ориентировался в русской литературе от XVIII века до современности. Часто появлялся в футболке с надписью «Русская литература интереснее секса».
В 1971 году вместе с женой Эллендеей основал издательство «Ардис», где вышли в свет на русском языке многие произведения многих русскоязычных авторов, лишённых возможности публиковаться в СССР. Благодаря деятельности Проффера русская литература, лишённая возможности развиваться свободно в СССР, не потеряла книги писателей, подвергавшихся гонениям на родине. Изданные «Ардисом» книги также оказали большое влияние на формирование мнения о русской литературе в США.
В 1979 году, после издания альманаха «Метрополь», Профферу был запрещён въезд в СССР.
Умер 24 сентября в 1984 году в возрасте 46 лет от рака толстой кишки. В связи с его смертью Сергей Довлатов написал статью, которую завершил словами: «Имя американца Карла Проффера будет жить, пока существует на земле русский язык»

## Память
1 апреля 1985 года в публичной библиотеке Нью-Йорка состоялся Вечер памяти в честь Карла Проффера, на котором присутствовали Артур Коэн, Саша Соколов, Иосиф Бродский, Сьюзен Зонтаг и многие другие известные российские и американские литературные деятели. В своём выступлении, Иосиф Бродский выразил глубокую признательность Профферу за его доброту как друга и как издателя. В своей речи Бродский отметил:

Он вернул русской литературе непрерывность развития и тем самым восстановил её достоинство… То, что Карл Проффер сделал для русской литературы XX века, сопоставимо с Гутенберговым изобретением, потому что Проффер заново открыл печать. Публикуя по-русски и по-английски книги, которым суждено было никогда не увидеть черноту типографской краски, он спас многочисленных русских писателей и поэтов от забвения, от искажения их слова, от нервной болезни и отчаяния. Более того, он изменил сам климат русской литературы… <Карл Проффер> сделал для русской литературы то, что сами русские хотели сделать, но не могли.— Иосиф Бродский